# 청주 전투 (1950년)
청주전투는 '청주 지구 전투'라고도 불리며 1950.07.14~1950.07.16 의 기간 동안 수도사단이 북한군과 맞서 싸운 전투이다. 수도사단이 경부국도를 동쪽으로부터 위협하려는 북한군 제 2사단을 진천과 청주에서 맞아 싸운 12일의 기록 중 3일에 해당한다. 진천전투로부터 시작되어 이어진 전쟁으로 북한군이 대전으로 침공하려던 기도를 분쇄하는 동시에 군의 전선정비를 위한 시간적 여유를 갖게 하는데 기여하였다.

## 요약[1]
전투시기 : 1950. 07. 14 ~ 1950. 07.16
전투지역 : 충북 청주
주요 지휘관 : 김홍일(소장), 이희권(중령) 등

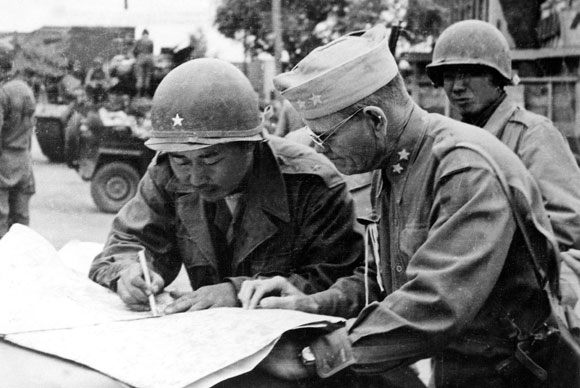
백선엽 준장

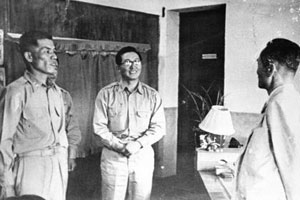
이종찬 대령

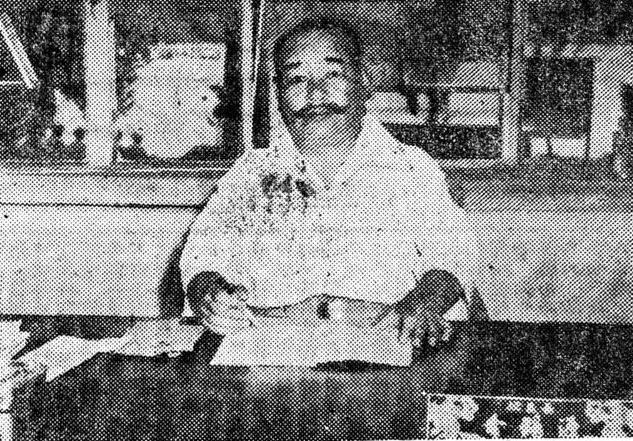
김석원 준장

결과 : 북한군 제 2사단의 본래 계획을 무너뜨리고 목표를 황간으로 돌리는 데에 성공함.
| 한국군    | 북한군 |
| --------- | ------ |
| 김홍일    | 김광협 |
| 이종찬    | 김무정 |
| 이준식    | 최 현  |
| 김석원    | 최용진 |
| 이희권    | 김 정  |
| 윤춘근    |        |
| 장태환    |        |
| 이의명    |        |
| 이철원    |        |
| 김황목    |        |
| 이현진    |        |
| 강정희    |        |
| 정승화    |        |
| 박태원    |        |
| 임충식    |        |
| 박철용    |        |
| 장춘권    |        |
| 김봉상    |        |
| 유흥수    |        |
| 김희준    |        |
| 박기병    |        |
| 김찬복    |        |
| 백선엽    |        |
| 윌리엄 딘 |        |

## 청주 전투의 개요.[1]
수도사단은 본래 '혼성수도사단' 이었다. 혼성수도사단이 1950년 7월 3일 한강방어선에서 전투를 치른 후 1950년 7월 5일에 신설된 제 1군단으로 편입됨에 따라 '수도사단'으로 개편하게 되었다.
경부국도를 동쪽으로부터 위협하려는 북한군 제 2사단을 진천과 청주에서 맞아 싸운 12일간의 공방전을 청주 전투라 한다.
이에 북한군은 대전으로 침공하려던 기도를 분쇄당했고 한국군은 전선정비를 위한 시간적 여유를 얻게 되었다.

## 청주 전투 진행과정.[1]

### 1950. 07. 14
날씨 : 맑음, 폭염
- 05:00 임충식 대령이 이끄는 제 18연대, 은행리 서북쪽의 431 고지 일대에서 태봉으로 진지 전화 - 1. 이희권 중령이 이끄는 제 1연대와 2km 떨어져 있었고, 2. 북한군의 상투적인 침공양상이 능선접근을 피하고 도로접근을 꾀하였으며, 3. 지난 밤 적의 수색대가 쌍수리까지 잠입하였으나 무명고지까지는 이르지 못하였음을 고려하였을 때, 거점방어는 각개 격파될 우려가 있다고 판단하여 진지를 전화

제 1연대, 진주경비대대(1개 중대급, 박배근 대위가 지휘)를 연대의 우일선으로 배치, 진주경비대대와 안태갑 중위가 이끄는 제 8연대 5중대가 협동하여 북한군을 진전에서 격파
북한군, 소규모의 돌격조를 구성하여 연속파로 공격 - 사격전, 백병전 끝에 방어에 성공
- 07:00 ~08:30 북한군, 진천- 오근장 간에 트럭 10여대를 이끌고 남하, 오근장에서 조치원 쪽으로 전차 2대와 병력을 가득 채운 트럭 13대 우회

1개 대대규모의 적이 청주로부터 수대리로 남하하면서 이현진 중령이 이끄는 제 8연대와 격전
제 8연대, 새터-수대리의 3km에 이르는 광정면에 포진, 호를 설치
- 제 17연대, 이관수 소령이 이끄는 제 1대대는 문안산 전투에서 미아가 되어 보은에서 본대와 합세

송호림 소령이 이끄는 제 2대대는 육군본대로부터의 명령으로 보은에 도착했다가 연대본대의 명령으로 청주로 직행 다음날 08시경 도착
제 3대대는 2대대보다 선발하여 청주에 도착

### 1950. 07. 15
날씨 : 구름 많음, 습함
- 청주를 점거한 북한군 제 2사단장 소장 최현, 06시부터 보,전,포의 총공격 - 1개 대대, 수대리로부터 부강리쪽으로 서남진. 1개 연대, 청주에서 남하. 선발대, 남일국민학교의 동쪽 능선까지 배치.

- 김석원 준장이 북한군의 총공세가 대전포위를 촉진하기 위하여 아군의 배후를 처단하기 위함을 인지

제 1사단 11연대장 최경록 대령의 합류
제 17연대 주력 합류
- 오익경 소령이 이끄는 제 3대대, 장암리를 탈취하기 위하여 공격개시선에 전개

제8연대의 제 5중대 및 진주경비대대 잔존병력 50여명 본대로 복귀
북한군의 강력한 탄막사격으로 전진 불가
- 허 현 대위가 이끄는 제 1사단 대전차포중대, 남일초등학교 앞에 방열하고 전차를 강타, 약진 재개 - 14:00부터 북한군의 전차포와 포화력, F51 전투기 2개 편대의 공격, 기총사격 등으로 인하여 병력의 손실

- 제 1사단 제 10중대, 20:00에 제 8연대로 배속

### 1950. 07. 16
날씨 : 맑음
- 북한군 정면돌파 시도

제 1사단, 치고 몰려서는 탄력 있는 공방 끝에 방어 성공
- 북한군 우회를 기도하면서 새벽부터 총공세

제 1사단의 유일한 후방로인 25번 도로(청주-보은 간)를 차단 시도
585번도로, 국사봉의 서록으로 침공
- 제 1사단 김석원 준장의 철수 계획 수립 및 명령 하달

그 내용은 다음과 같다.
① 사단은 군의 전선정비계획에 의거하여 당면한 적에게 타격을 가한 후 이탈하여 보은으로 전진하려함.
② 제 1연대 및 사단직할대는 제 1제대가 되어 보은으로 전진하라.
③ 제 18연대는 제 2제대가 되어 보은으로 전진하라.
④ 제 17연대는 사단의 철수를 엄호한 다음 보은으로 전진하여 7월 17일 06:00까지 제 2군단에 배속될 준비를 하라.
⑤ 제 8연대는 사단의 철수를 엄호하고 의명 보은으로 전진하라.
⑥ 포병중대는 제 1 및 제 2 양 철수제대의 철수를 엄호하고 의명 군단으로 복귀하라.
⑦ 각 제대는 기도비익에 유의하라.
- 16:00 명령에 따라 제 1및 제 2대대는 당면한 적에게 일제히 사격을 가하면서 보은으로 출발
- 제 8, 17연대는 명령이 늦게 전달되어 혼란을 치루게 됨

제 2대대, 효촌리에서 격전 후 255고지에서 병력을 수습하고 급편진지를 점령
북한군, 사단의 철수를 눈치채고 전차수대를 고은리를 거쳐 25번 도로를 따라 동쪽 1km까지 우회하여 TOT사격으로 대대의 좌측방 강타
북한군, 보병은 255고지로 직행하여 한국군 50여명의 사상자가 생김
- 제 8연대 국사봉을 지키기 위하여 진전에서 당면한 적을 격파
- 7.17 04:00 경 사단장의 명령, 제 8,17연대에 전달
- 모든 제대의 보은 철수 완료

## 청주 전투의 결과.[1]
- 진천 및 청주에서 최소한 7일간은 버텨내야 군이 전선을 정제하는데 기여할 수 있었다. 결과적으로 12일간 버텨내면서 군이 전선을 정제할 수 있었다.
- 북한군은 인면수심의 수법, 같은 형식의 전술을 되풀이, 정면돌파의 자행, 병력의 축차투입, 그리고 불일치한 보, 전, 포의 운용 등을 보이며 그들의 무능함을 보여주었다.
- 북한군 제 2사단의 본래 계획은 진천-청주를 하루빨리 점령하고 대전으로 직행하는 것이었다. 하지만 12일간의 격전 끝에 그 기도가 무너지고 목표를 황간으로 돌리게 되었다.